# Anogramma makinoi
Anogramma makinoi là một loài thực vật có mạch trong họ Adiantaceae. Loài này được (Maxim.) H. Christ miêu tả khoa học đầu tiên.